# بيغ توك
بيغ توك (بالإنجليزية: Big Tuck) هو مغني أمريكي، ولد في 1979.

## وصلات خارجية
- الموقع الرسمي
- بيغ توك على موقع ميوزك برينز (الإنجليزية)
- بيغ توك على موقع أول ميوزيك (الإنجليزية)
- بيغ توك على موقع ديسكوغز (الإنجليزية)